# Römisch-katholische Kirche in Peru
Die Römisch-katholische Kirche in Peru ist Teil der weltweiten römisch-katholischen Kirche.

## Geschichte
Mit der spanischen Eroberung 1532–1536 hielt auch die katholische Kirche Einzug in Peru. Das Bistum Cuzco wurde am 5. September 1536 als erstes Bistum auf dem südamerikanischen Kontinent errichtet. 1541 wurde das Bistum Lima (ab 1546 Erzbistum) durch Papst Paul III. gegründet; erster Bischof war der Dominikaner Jerónimo de Loayza OP.
Die Befreiungstheologie wurde in den 1970er Jahren durch die katholische Kirche in Peru weltweit bekannt; den Begriff der Theologie der Befreiung prägte der peruanische Dominikaner Gustavo Gutiérrez mit seinem Buch Teología de la liberación.
Seit 1986 gibt es eine Partnerschaft zwischen der Erzdiözese Freiburg und der Kirche in Peru.

## Organisation
Der römisch-katholischen Kirche in Peru gehören – der Volkszählung von 2017 zufolge – 76 % der über zwölf Jahre alten Einwohner Perus an.
Vorsitzender der peruanischen Bischofskonferenz (CEP) in der Amtszeit 2018–2021 war Héctor Miguel Cabrejos Vidarte OFM. Apostolischer Nuntius ist seit August 2022 der italienische Erzbischof Paolo Rocco Gualtieri.

## Bistümer in Peru
- Erzbistum Arequipa: Bistum Puno, Bistum Tacna y Moquegua, Territorialprälatur Ayaviri, Territorialprälatur Chuquibamba, Territorialprälatur Juli, Territorialprälatur Santiago Apóstol de Huancané
- Erzbistum Ayacucho o Huamanga: Bistum Huancavelica, Territorialprälatur Caravelí
- Erzbistum Cuzco: Bistum Abancay, Bistum Sicuani, Territorialprälatur Chuquibambilla
- Erzbistum Huancayo: Bistum Huánuco, Bistum Tarma
- Erzbistum Lima: Bistum Callao, Bistum Carabayllo, Bistum Chosica, Bistum Huacho, Bistum Ica, Bistum Lurín, Territorialprälatur Yauyos
- Erzbistum Piura: Bistum Chachapoyas, Bistum Chiclayo, Bistum Chulucanas, Territorialprälatur Chota
- Erzbistum Trujillo: Bistum Cajamarca, Bistum Chimbote, Bistum Huaraz, Bistum Huari, Territorialprälatur Huamachuco, Territorialprälatur Moyobamba
- Immediat: Militärordinariat, Apostolisches Vikariat Iquitos, Apostolisches Vikariat Jaén en Peru o San Francisco Javier, Apostolisches Vikariat Pucallpa, Apostolisches Vikariat Puerto Maldonado, Apostolisches Vikariat Requena, Apostolisches Vikariat San José de Amazonas, Apostolisches Vikariat San Ramón, Apostolisches Vikariat Yurimaguas